# Joseph Collet (homme politique)
Pour les articles homonymes, voir Joseph Collet.
Joseph Collet (1871 - ap. 1918) est un homme politique lorrain. Mineur, il fut député allemand au Landtag d'Alsace-Lorraine de 1911 à 1918.

## Biographie
Joseph Collet voit le jour le 6 juillet 1871, à Mettnich, en Allemagne. Après la défaite française de 1871, l'Alsace-Lorraine est annexée à l'Allemagne. Des opportunités s'offrent aux émigrés allemands dans la nouvelle Alsace-Lorraine. 
Joseph Collet devient mineur à Petite-Rosselle, prenant peu à peu des responsabilités dans son secteur d'activité. 
Dans le paysage politique régional, on assiste à l’implantation progressive des partis politiques de type allemand, corrélativement à l’émergence d’une politique régionale propre au Reichsland et à ses enjeux. Ces nouveaux enjeux le poussent, en 1911, à se présenter aux élections du Landtag d'Alsace-Lorraine, l'assemblée législative d'Alsace-Lorraine. Joseph Collet est élu député sur la circonscription de Forbach, siégeant avec l’étiquette Zentrum. Opposé aux socialistes du SPD, aux libéraux du Elsässische Fortschrittspartei et aux régionalistes du Lothringer Block, Joseph Collet défend au Landtag une politique plutôt modérée.

## Mandats électifs
- octobre 1911- novembre 1918 : circonscription de Forbach - Zentrum

## Sources
- François Roth, La Lorraine annexée, ed. Serpenoise, 2007 ;
- François Roth: La vie politique en Lorraine au 20e siècle, Presses universitaires de France, 1985 ;
- Regierung und Landtag von Elsaß-Lothringen 1911–1916, Biographisch-statistisches Handbuch, Mühlhausen, 1911, (p.217)